# Inara Luigas
Inara Luigas (n. 13 ianuarie 1959, Verh-Krasnoiarka⁠(d), RSFS Rusă, URSS) este o politiciană estonă, membră a Riigikogu.
În plus, Luigas a fost primar al comunei Mikitamäe, șeful suprem al Regatului Setu și secretar general al Partidului Social Democrat. În 2002, Asociația Femeilor din Estonia a numit-o pe Luigas „mama anului”.

## Educație
Inara Luigas a absolvit Școala Tehnică Agricolă Väimela în 1978, specializându-se în zootehnie la Academia Estonă de Agricultură în 1990 și, ulterior, în management administrativ la Institutul Eston al Managerilor Economici în 1996.

## Carieră
În 1978–1980, Luigas a lucrat ca asistent medical veterinar în ferma de stat Veriora, iar în 1980–1988 în ferma de stat Võhandu. În 1988-1993 a lucrat ca zootehnist de selecție în ferma de stat Võhandu și în 1993 ca președinte al OÜ Allmäe. Din 1993 până în 2004 a fost primarul orașului Mikitamäe, iar din 2004 până în 2006 a ocupat funcția de șef al departamentului de reproducere al OÜ Jukka Jussila.

## Activitate politică
Inara Luigas a devenit membră a Partidului de Centru Eston în anul 1997. Luigas a fost membră a celui de-al X-lea Riigikogu în 2006–2007, membră a celui de-al XI-lea Riigikogu în 2007–2011 și membră a celui de-al XII-lea Riigikogu în 2011–2015. Pe 9 aprilie 2012, Consiliul de administrație al Riigikogu a înregistrat plecarea lui Inara Luigas din fracțiunea Partidului de Centru Estonian. A părăsit grupul alături de Rainer Vakra, Deniss Boroditch și Lembit Kaljuve. Începând cu 2 decembrie 2013 este membră a Partidului Social Democrat. Din iunie 2015 până în iunie 2016, Luigas a fost secretar general al Partidului Social Democrat. Începând cu 25 noiembrie 2016, Inara Luigas este membră a celui de-al XIII-lea Riigikogu.

## Activități sociale
În calitate de activist al populației Setu, Luiga a vorbit în mod repetat despre problemele Setu și a promovat obiceiurile și practicile Setu. În 2002, a publicat și cartea de bucate „Bucătăria Setu”. Participând la emisiunea TV „Cină pentru Cinci” de la TV3, a oferit mesenilor să guste handsa, o băutură alcoolică tradițională similară cu whisky, preparată din secară.